# Cellule tueuse induite par les cytokines
Une cellule tueuse induite par une cytokine (CIK) est un type de cellules NKT du système immunitaire générées artificiellement qui est utilisé pour traiter les tumeurs.

## Caractéristiques
Les cellules tueuses induites par les cytokines appartiennent aux leucocytes en termes de lignage cellulaire. Ils sont généralement produits en culture cellulaire au cours d'un transfert adoptif et utilisés pour le traitement des tumeurs par perfusion. La CIK est induite par l'ajout d'interféron-gamma, d'anticorps anti-CD3, d'interleukine-1 et d'interleukine-2 au milieu de culture. Comme marqueurs, ils possèdent les CD3 et CD56. Parmi les CIK, on trouve les cellules T γδ, qui portent le récepteur NK à la surface des cellules. Les cellules T régulatrices peuvent réduire l'effet anti-tumoral de la CIK. Cet effet peut être renforcé par une immunomodulation supplémentaire,.

## Application
Les cellules tueuses induites par les cytokines ont été utilisées pour traiter certaines formes de cancer du rein, le cancer du poumon, le cancer du colon, le cancer du sein, le cancer du foie, le cancer de l'estomac et les leucémies.

## Études cliniques
Dans un grand nombre d'études cliniques de phase I et II, les cellules tueuses induites par les cytokines ont montré un potentiel cytotoxique élevé contre diverses tumeurs. Dans de nombreux cas, une rémission complète de la maladie tumorale, accompagnée d'une amélioration de la qualité de vie et d'une prolongation de la durée de vie, a pu être obtenue. Mais les patients chez qui aucune diminution du tissu tumoral n'a été observée ont également souvent bénéficié d'une thérapie avec des cellules tueuses induites par les cytokines. En plus d'une meilleure qualité de vie, ces patients ont souvent une durée de vie plus longue que les patients non traités par des cellules tueuses induites par les cytokines. En revanche, les effets secondaires de la thérapie étaient mineurs et disparaissaient pour la plupart dans les 24 heures, même sans thérapie spécifique. Après la perfusion de cellules tueuses induites par les cytokines, la fièvre, les maux de tête et l'épuisement temporaire sont les effets secondaires les plus fréquemment observés. Plus rarement, des frissons et des nausées se produisent également.

## Registre international sur les cellules tueuses induites par les cytokines - IRCC (Registre international sur les cellules CIK)
Le registre international sur les cellules tueuses induites par les cytokines est une institution scientifique indépendante fondée en 2011 et basée à l'hôpital universitaire de Bonn. Les médecins et les scientifiques du registre se sont donné pour tâche de recueillir et d'évaluer les données des études cliniques sur les cellules tueuses induites par les cytokines. À cette fin, les médecins peuvent remplir un questionnaire numérique sur le site web de l'IRCC afin de rendre leurs données disponibles pour une évaluation plus approfondie.

## International société sur les cellules tueuses induites par les cytokines - ISCC (Société internationale des cellules CIK)
Les membres de l'International Société of CIK Cells (ISCC) veulent améliorer les possibilités de traitement pour les patients. L'ISCC a été fondée en 2024 par le professeur Ingo Schmidt-Wolf afin de promouvoir la mise en réseau des personnes intéressées par le travail avec les cellules CIK. Les personnes intéressées sont invitées à faire partie de la société. Vous trouverez de plus amples informations sur le site Internet.

## Histoire
Les cellules induites par la cytokine pour le traitement des tumeurs ont été décrites pour la première fois en 1991 par I. G. Schmidt-Wolf. Auparavant, les cellules tueuses activées par la lymphokine étaient utilisées pour le traitement des tumeurs en ajoutant de l'interleukine-2,, dont certaines étaient soumises à une modulation immunitaire supplémentaire.